# Почвы Карелии

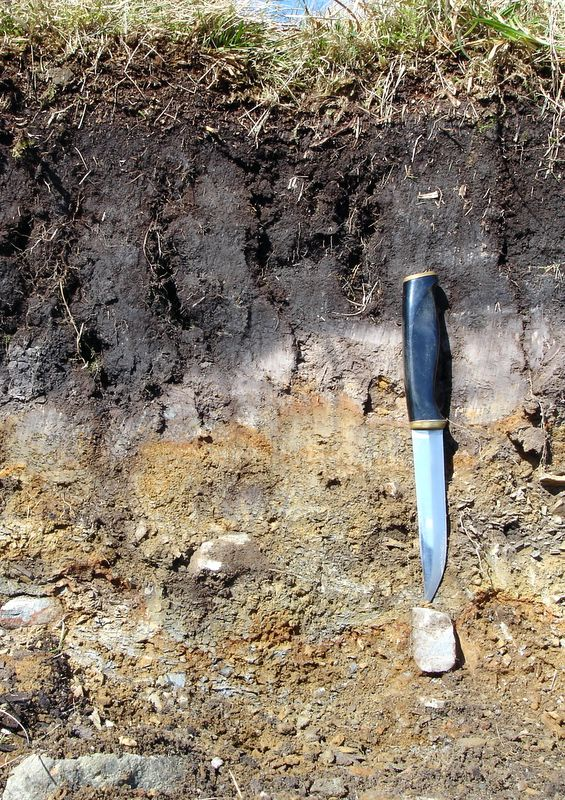
Профиль подзолистой почвы

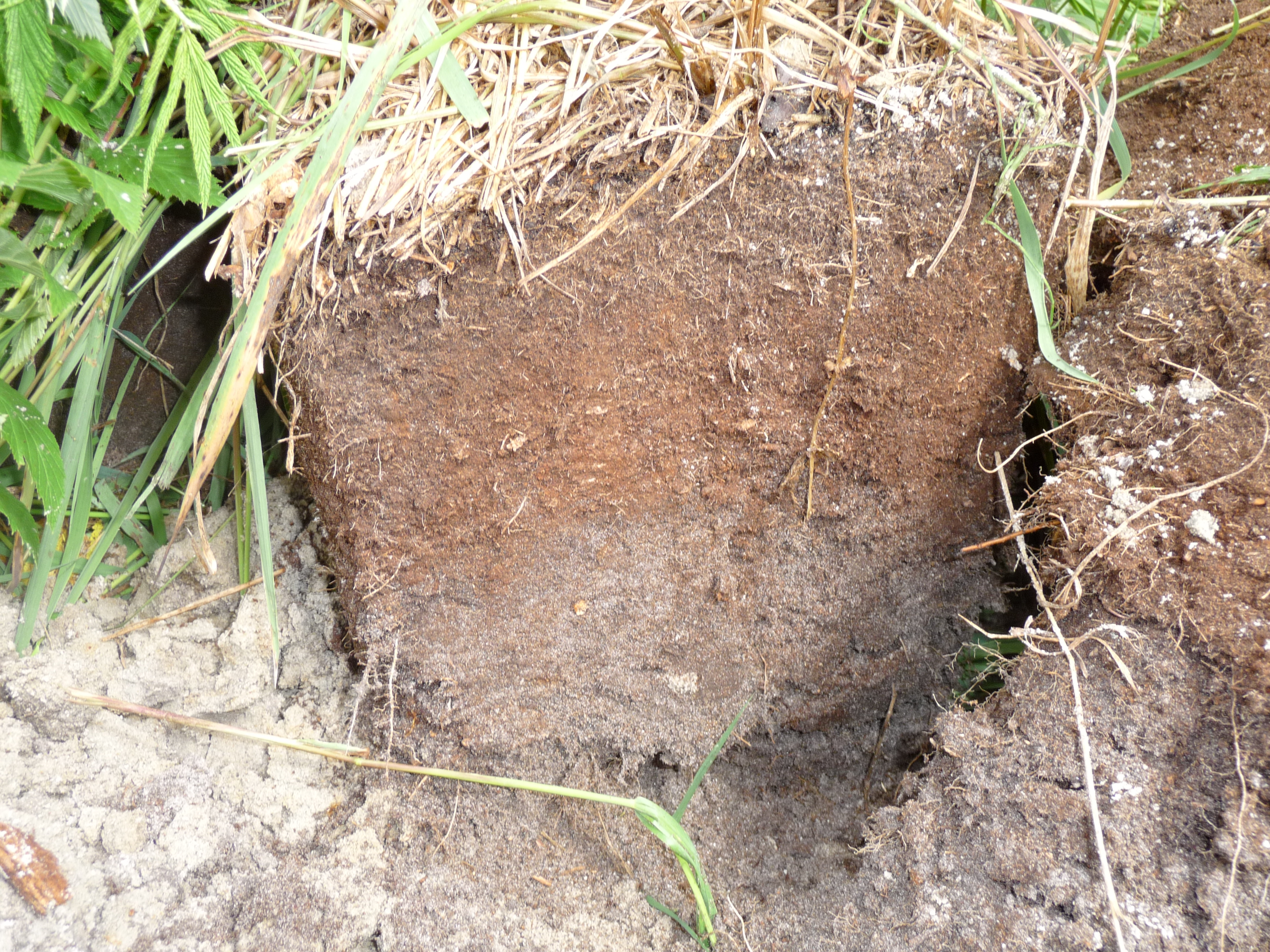
Профиль торфяной дерново-подзолистой почвы

По́чвы Каре́лии — поверхностный слой литосферы, обладающий плодородием на территории Республики Карелия.
Почвенный покров Республики Карелия неоднороден, представлен подзолистыми и торфяными почвами. В целом почвы Карелии мало пригодны к ведению сельского хозяйства ввиду высокой кислотности и каменистости.
Встречаются также болотно-подзолистые почвы, бурозёмы, литозёмы и уникальные шунгитовые почвы. Сельхозугодья на дерновых шунгитовых почвах Заонежья — одни из самых плодородных земель Русского Севера. О высоком плодородии осушенных торфяных почв на Олонецкой равнине Карелии было известно уже в начале XIX века. На побережье Белого моря распространены азональные для Карелии маршевые почвы.
Основная ценность почв Карелии определяется их способностью обеспечивать высокое разнообразие лесных экосистем Республики Карелия.